# Trenet de València
El Trenet de València va ser una xarxa de ferrocarrils de via estreta que connectava la ciutat de València amb la major part de les localitats de la seva àrea metropolitana i fins i tot algunes més allunyades. En el seu moment àlgid arribà a estar composta per sis línies (al Grau, Rafelbunyol, Bétera, Llíria, Vilanova de Castelló i Natzaret) comptant amb una longitud total de cent vint quilòmetres de vies i seixanta-nou estacions. Actualment una part d'aquelles línies es troben integrades en la xarxa de MetroValencia propietat de Ferrocarrils de la Generalitat Valenciana.

## Orígens
L'any 1877 es va promulgar la Llei de ferrocarrils i tramvies que substituïa a l'anterior de 1855 i que en el seu segon apartat, dedicat als tramvies, permetia la creació de xarxes de ferrocarril d'ample mètric i menor longitud que les xarxes principals a causa del seu menor cost de construcció, de manteniment i de material mòbil. Per aquest motiu, el trenet de València també era conegut com els ferrocarrils econòmics. Per a la construcció d'aquests ferrocarrils es va establir que no devien gaudir de cap subvenció directa per part del govern sent l'única ajuda rebuda l'exempció d'impostos.
Acollint-se a aquesta llei es van crear a València la Societat Valenciana de Tramvies i la Societat de carbons minerals de Dosaigües i del Ferrocarril del Grau de València a Torís que van ser les quals es van encarregar de construir de manera independent dues xarxes de ferrocarrils de via estreta.

## La Societat Valenciana de Tramvies
Aquesta companyia fundada el 16 de gener de 1885 per Juan Navarro Reverter comptava amb permís per a realitzar l'estudi d'un tramvia de vapor des de la ciutat de València fins a la localitat de Llíria. No obstant això, en 1886 es va formular una petició al govern central per a canviar la concessió per la d'un ferrocarril econòmic.
Les obres van començar el 3 d'agost de 1887 i en tot just un any van ser finalitzades, el 18 de juliol de 1888. La línia feia un total de vint-i-sis quilòmetres i vuit-cents metres entre l'estació central de València (posteriorment coneguda com la del Pont de fusta, i popularment com estacioneta, i la de Llíria.
A causa de l'èxit de la línia recén creada la SVT va iniciar la construcció de la línia denominada Del Grau de València a Bétera amb ramal a Rafelbunyol. Les obres d'aquesta línia es van dividir en tres fases. En la primera es va construir el ramal que connectava l'estació de l'Entroncament en Burjassot amb Bétera la qual comptava amb una longitud de catorze quilòmetres i set-cents metres, sent inaugurat el 21 de novembre de 1891. En la segona fase es va construir el ramal que connectava l'estació del Pont de Fusta amb  El Grau amb una longitud de cinc quilòmetres i vuit-cents metres sent inaugurat el 7 de juliol de 1892. Finalment, en la tercera fase es va construir el ramal entre l'estació del Pont de Fusta i la localitat de Rafelbunyol de tretze quilòmetres i tres-cents metres. Aquest tram es va inaugurar per fases arribant el tren a Alboraia el 17 de març de 1893, a Museros el 27 de juliol i a Rafelbunyol el 18 de novembre d'aquest mateix any. En estudi va quedar l'ampliació d'aquesta línia fins a les localitats de Puçol i Sagunt si bé mai es va portar a terme.

## La Societat de carbons minerals de Dosaigües i del Ferrocarril del Grau de València a Torís
Aquesta companyia va ser fundada el 8 de juliol de 1891 sota la presidència de Joan Isla Domènech amb l'objectiu de transportar els vins de la Baronia de Torís i del carbó de les serres de Dosaigües al port de València. Les obres es van executar per parts sent inaugurat l'11 de novembre de 1893 el tram que unia l'estació de Jesús, situada en el carrer del mateix nom en el sud de la ciutat de València i la localitat de Torrent.
En aquest moment l'empresa va canviar de plans rebutjant la idea original de transportar vi i carbó per la qual cosa, a la vila torrentina la via efectua un brusc gir de noranta graus encaminant-se cap a Picassent sent obert aquest tram el 27 de gener de 1894. El tercer tram entre Picassent i Carlet es va inaugurar el 9 de febrer de 1895. La quarta, entre Carlet i Alberic es va inaguruar l'1 de novembre del mateix any. En 1917 es va inaugurar un últim tram entre Alberic i Castelló. D'aquesta forma la longitud de la línia va anar de cinquanta-dos quilòmetres i quatre-cents metres.
Aquesta companyia també va construir un ramal de cinc quilòmetres i sis-cents metres entre l'estació de Jesús i el barri marítim de Natzaret sent inaugurat en 1912.

## La Companyia de Tramvies i Ferrocarrils de València
Aquesta companyia va ser fundada en 1917 a partir de la fusió de la Societat Valenciana de Tramvies i la Compagnie Génerale des Tramways de Valence Société Lyonnaise dedicada a l'explotació dels tramvies urbans de la ciutat de València i coneguda popularment com la Lionesa a causa dels problemes de pagament d'impostos d'aquesta última, ja que es tractava d'una companyia estrangera.
La nova companyia (rebatejada popularment com cacaus, tramussos, faves i vi va ser l'encarregada de gestionar els ferrocarrils de via estreta de la ciutat de València durant quaranta-set anys, ja que en 1924 va absorbir a la Societat de carbons minerals de Dosaigües i del Ferrocarril del Grau de València a Torís.
La gran aportació d'aquesta companyia va ser l'electrificació de les vies, sent aquesta iniciada en 1916 en la línia que comunicava l'estació de Pont de Fusta amb la del Grau finalitzant en 1928 amb l'electrificació de la línia a Llíria. El procés, a la resta de les línies del sud de la ciutat es va fer esperar fins a 1959.
També es van executar diversos estudis per a la unió de les línies del nord de la ciutat amb les del sud, no obstant això tots ells van ser rebutjats pel seu alt cost.
Com nota negativa cal destacar que a conseqüència dels greus danys produïts per la Gran riuada de València del 14 d'octubre de 1957 es va tancar definitivament a la circulació el ramal entre l'estació de Jesús i el barri de Natzaret.
Finalment i a causa de la impossibilitat de plantar cara a les contínues pèrdues econòmiques la CTFV va revertir de manera anticipada en 1964 les seves concessions de ferrocarril a l'Estat espanyol i les de tramvies i autobusos a SALTUV, gestionada per l'ajuntament.

## Ferrocarrils Espanyols de Via Estreta
Aquesta companyia creada en 1965 a partir de la reorganització administrativa de l'antiga Explotació de Ferrocarrils per l'Estat tenia com missió l'explotació les línies de via estreta pertanyents a l'Estat espanyol.
Durant vint-i-dos anys va ser l'encarregada de gestionar les línies valencianes. Aquest període es va caracteritzar per la seva falta d'inversions donat el fet que en ser un organisme estatal per motius solidaris redistribuïa els beneficis obtinguts per les línies més rendibles (com les valencianes) entre les menys rendibles.
En aquesta època la utilització dels ferrocarrils valencians va continuar incrementant-se arribant a ser l'estació del Pont de Fusta una de les quals més tràfic de viatgers suportava a tot Europa.
Durant aquest període es va iniciar la construcció d'un dels projectes més anhelats pels valencians, la construcció d'un túnel que comuniqués les línies del nord amb les del sud de la ciutat.

## Ferrocarrils de la Generalitat Valenciana
A causa de l'evolució del procés autonòmic la gestió de les línies de FEVE en la Comunitat Valenciana (el Trenet de València i el Trenet de la Marina) va ser cedida al novembre de 1986 a la Generalitat Valenciana que va crear per a això l'empresa pública Ferrocarrils de la Generalitat Valenciana. Poc després de la seua creació es va inaugurar el túnel que uneix entre les estacions de l'Entroncament i Jesús les línies del nord i del sud de la ciutat. El 30 de gener de 1990 va clausurar-se la línia que unia Pont de Fusta i Entroncament, i el Trenet del Grau.
Tanmateix, en crear-se la xarxa de Ferrocarrils de la Generalitat Valenciana, les línies 1 i 4 de l'actual MetroValencia hereten la xarxa del trenet continuant igual els trams entre l'Entroncament i Bétera i Llíria i entre Jesús i Castelló de la Ribera i amb escassa variació en el seu traçat el ramal de Rafelbunyol. Tot i això, el ramal entre l'Entroncament i el Grau passant per Pont de Fusta ha estat reconvertit a una línia de tramvia modern.
La història d'aquesta nova xarxa està basada en línies de més d'un segle d'antiguitat que van facilitar la mobilitat dels valencians durant la seva existència i que es van convertir en un eix fonamental de la seva economia.
A partir del 16 de setembre de 1998, la xarxa de Ferrocarrils de la Generalitat Valenciana va passar a explotar-se sota la marca MetroValencia.